# Marsdenia gymnemoides
Marsdenia gymnemoides är en oleanderväxtart som beskrevs av Rothe. Marsdenia gymnemoides ingår i släktet Marsdenia och familjen oleanderväxter. Inga underarter finns listade i Catalogue of Life.